# 西班牙友好城市或姐妹城市列表
此列表延伸自歐洲友好城市列表。
| 〖阿尔曼萨〗-     | 英國利明通                           |
| 〖埃納雷斯堡〗-   | 羅馬尼亞阿爾巴尤利亞                 |
|                   | 英國彼得伯勒                         |
| 〖阿尔特阿〗-     | 英國舍伯恩                           |
| 〖巴塞羅那〗-     | 德國科隆（1984年）                   |
|                   | 波蘭格但斯克                         |
|                   | 波斯尼亞黑塞哥維那薩拉熱窩（1996年） |
| 〖畢爾包〗-       | 格鲁吉亚第比利斯                     |
| 〖加的斯〗-       | 法國布列斯特（1986年）               |
| 〖格拉納達〗-     | 德國弗赖堡 (1991年）                 |
| 〖瓜達拉哈拉〗-   | 法國罗阿讷（1980年）                 |
| 〖馬德里〗-       | 德國柏林（1988年）                   |
| 〖馬拉加〗-       | 德國帕绍                             |
| 〖奧維耶多〗-     | 德國波庫                             |
| 〖圣塞瓦斯蒂安〗- | 西撒哈拉達赫拉博哈多爾角             |
|                   | 意大利特伦托                         |
|                   | 德國威斯巴登（1981年）               |
| 〖塞维利亚〗-     | 美國密蘇里州堪薩斯市                 |
| 〖托萊多〗-       | 美國俄亥俄州托萊多（1931年）         |
| 〖比戈〗-         | 法國洛里昂                           |